# Bière
Bière es una comuna suiza del cantón de Vaud, situada en el distrito de Morges. Limita al norte con la comuna de Berolle, al este con Ballens y Yens, al sureste con Saint-Livres, al sur con Montherod y Saubraz, al oeste con Gimel, y al noroeste con Le Chenit.
Hasta el 31 de diciembre de 2007 la comuna formó parte del distrito de Aubonne, círculo de Ballens.

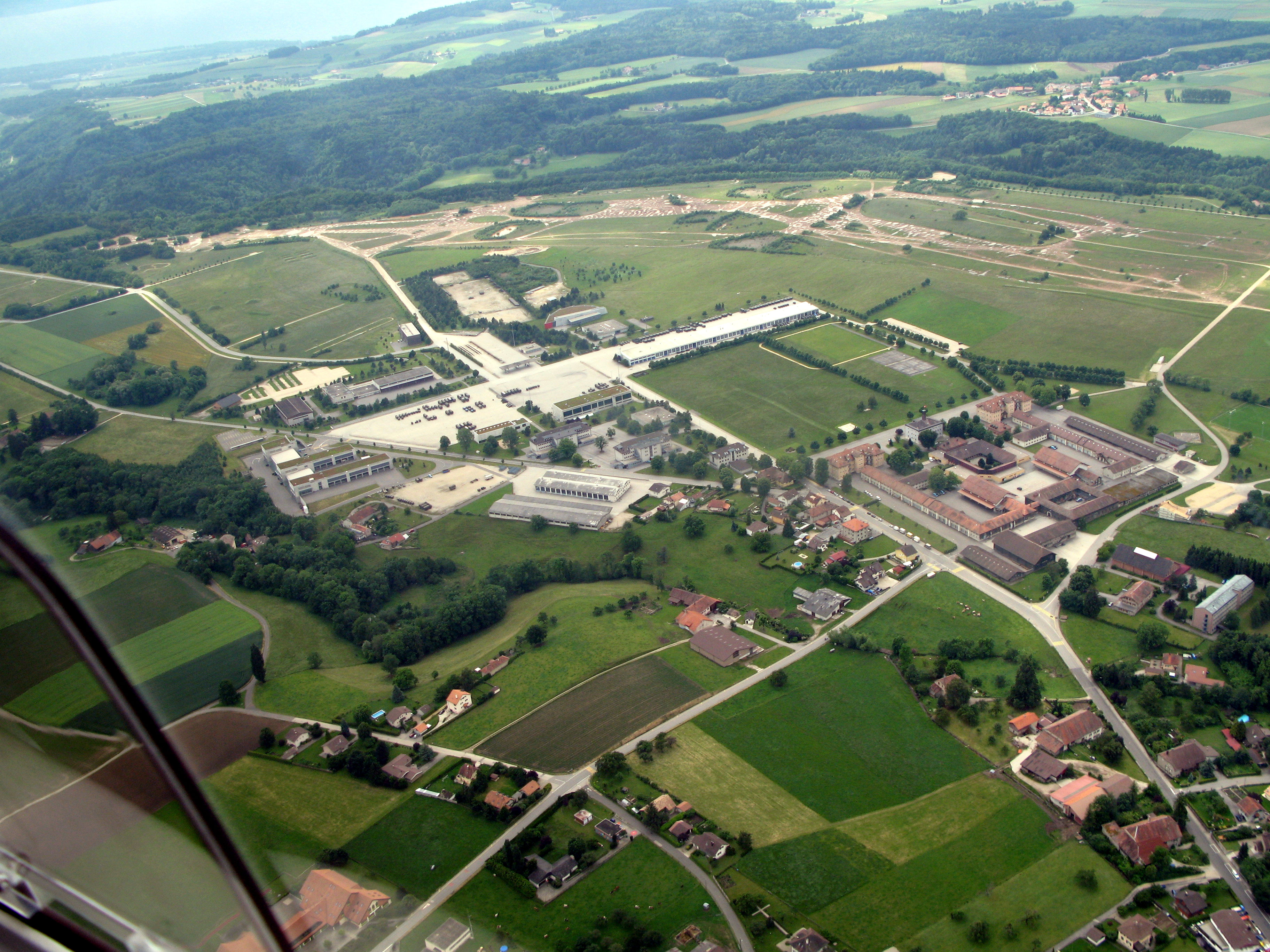
Vista aérea de Bière.